# Joaquim José de Azevedo
Joaquim José de Azevedo, primeiro Barão e Visconde de Rio Seco (em Portugal) e primeiro Barão com Grandeza e Visconde com Grandeza de Rio Seco e primeiro Marquês de Jundiaí (no Brasil) ComC (Lisboa, 12 de setembro de 1761 – Rio de Janeiro, 7 de abril de 1835) foi um nobre português. Exerceu diversas funções palacianas tanto na corte portuguesa quanto na brasileira, oferecendo-se aos serviços de D. Pedro I do Brasil ao se recusar em acompanhar D. João VI de Portugal de volta a Portugal. Foi um dos organizadores da fuga de Lisboa ao Brasil da família real em 1808, chegando mesmo a conselheiro real e imperial e alcaide-mor de Santos.

## Biografia
Filho de Matias Antônio de Azevedo e de Maria Josefa de Bragança. Casou-se em primeiras núpcias com Maria Carlota Millard e em segundas com Mariana da Cunha Pereira, filha de Antônio Luís Pereira da Cunha, marquês de Inhambupe. Entre seus filhos, destaca-se João Carlos de Azevedo, 2.° Barão e 2.º Visconde de Rio Seco.
Azevedo possuía títulos de nobreza tanto portugueses quanto brasileiros. Recebeu de D. Maria I (D. João VI enquanto príncipe regente) o baronato de Rio Seco por decreto de 13 de agosto de 1813, e o viscondado de Rio Seco por decreto de 11 de fevereiro de 1818. De D. Pedro I, recebeu o baronato com grandeza de Rio Seco por decreto de 1 de dezembro de 1822, viscondado com grandeza de Rio Seco por decreto de 1 de dezembro de 1822 e o marquesado de Jundiaí por decreto de 12 de outubro de 1826. Além disso, possuía as Comendas das Reais Ordens Militares de Cristo e da Torre e Espada, do Valor, Lealdade e Mérito e das Imperiais Ordens do Cruzeiro e da Rosa.
Responsável pela área de compras da casa real, durante o período que Dom João VI esteve no Brasil, tinha a fama de corrupto, tendo enriquecido às custas do erário.
Quando agraciado Barão foi satirizado pela população, junto com o Visconde de São Lourenço, com os seguintes versos:
Quem furta pouco é ladrão.

Quem furta muito é barão.

Quem mais furta e esconde.

Passa de barão a visconde..